# Mistrzostwa Azji w Zapasach 2004
Mistrzostwa Azji w zapasach w 2004 roku rozegrano w trzech miastach. Turniej w stylu wolnym mężczyzn odbył się w dniach 16-18 kwietnia w Azadi Indoor Stadium w Teheranie. Zawody mężczyzn w stylu klasycznym rozegrano od 5 do 9 maja w Ałmaty. Kobiety rywalizowały w Tokio w dniach 22 i 23 maja.

## Wyniki mężczyźni

### styl wolny
| Waga   | Złoto:             | Srebro:                 | Brąz:                  |
| 55 kg  | Adhamjon Ochilov   | Bajaraagijn Naranbaatar | Kim Hyo-seop           |
| 60 kg  | Ri Yong-chol       | Morad Mohammadi         | Jeong Yeong-ho         |
| 66 kg  | Kazuhiko Ikematsu  | Hasan Tahmasebi         | Bujandżawyn Batdzorig  |
| 74 kg  | Mahdi Sadeghneżad  | Sujeet Maan             | Kunihiko Obata         |
| 84 kg  | Ferejdun Ghanbari  | Mun Ui-je               | Magomied Kuruglijew    |
| 96 kg  | Magomied Ibragimow | Aleksiej Krupniakow     | Hosejn Chaleghifar     |
| 120 kg | Fardin Masumi      | Palwinder Singh Cheema  | Dordżpalamyn Ganchujag |

### styl klasyczny
| Waga   | Złoto:                    | Srebro:              | Brąz:              |
| 55 kg  | Äset Imanbajew            | Im Dae-won           | Hasan Rangraz      |
| 60 kg  | Jeong Ji-hyeon            | Nurbakyt Tengyzbajew | Dilshod Aripov     |
| 66 kg  | Kim In-seop               | Roman Mieloszyn      | Masaki Izena       |
| 74 kg  | Aleksandre Dochturiszwili | Danił Chalimow       | Choi Deok-hun      |
| 84 kg  | Abdułła Dżabraiłow        | Dżanarbek Kendżejew  | Kim Jung-sub       |
| 96 kg  | Giennadij Czchaidze       | Han Tae-young        | Aleksiej Czegłakow |
| 120 kg | Gieorgij Curcumia         | Dilszat Chaddżijew   | Sadżdżad Barzi     |

## Wyniki kobiety

### styl wolny
| Waga  | Złoto:                   | Srebro:           | Brąz:                   |
| 48 kg | Chiharu Ichō             | Lê Thị Trang      | Deng Weichan            |
| 51 kg | Cogtbadzaryn Enchdżargal | Yuri Kai          | Kim Hyeong-ju           |
| 55 kg | Saori Yoshida            | Lee Na-rae        | Najdangijn Otgondżargal |
| 59 kg | Su Lihui                 | Kim Hee-jung      | Alka Tomar              |
| 63 kg | Kaori Ichō               | Su Huihua         | Oczirbatyn Nasanburmaa  |
| 67 kg | Norie Saitō              | Jana Panowa       | Dalch-Ocziryn Sugar     |
| 72 kg | Kyōko Hamaguchi          | Oczirbatyn Burmaa | Zhang Dan               |